# Vanacampus phillipi
Vanacampus phillipi és una espècie de peix de la família dels singnàtids i de l'ordre dels singnatiformes.

## Morfologia
- Els mascles poden assolir 18,4 cm de longitud total.[4][5]

## Reproducció
És ovovivípar i el mascle transporta els ous en una bossa ventral, la qual es troba a sota de la cua.

## Depredadors
És depredat per Haletta semifasciata i Platycephalus laevigatus.

## Hàbitat
És un peix demersal i de clima subtropical que viu fins als 24 m de fondària.

## Distribució geogràfica
Es troba al sud d'Austràlia: des d'Albany i Cottesloe (Austràlia Occidental) fins al sud de Nova Gal·les del Sud.